# Iris Koppe
Iris Koppe (Amsterdam, 15 januari 1985) is een Nederlandse schrijfster en journaliste. Ze publiceerde twee romans bij uitgeverij de Bezige Bij en een biografie van de Oekraïense voetballer Evgeniy Levchenko. Tevens schreef zij een biografie van Daphne Koster waarin naast de biografische elementen ook de ontwikkeling van het vrouwenvoetbal in Nederland wordt belicht. Daarnaast publiceerde ze in meerdere kranten. Ze begon als columnist in NRC Handelsblad en schreef later columns in het AD. In deze krant had ze onder andere een dubbelcolumn met de schrijver en sportjournalist Hugo Borst. De laatste jaren is ze vooral actief bij de Volkskrant. 